# Johanna Döbereiner
Johanna Liesbeth Kubelka Döbereiner (Aussig, 28 de novembro de 1924 – Seropédica, 5 de outubro de 2000) foi uma engenheira agrônoma brasileira, pioneira em biologia do solo. É a sétima cientista brasileira mais citada pela comunidade científica mundial e a primeira entre as mulheres, segundo levantamento de 1995 da Folha de S.Paulo.
Suas pesquisas, fundamentais para que o Brasil desenvolvesse o Programa Nacional do Álcool e se tornasse o segundo produtor mundial de soja, poupam ao país um gasto anual próximo a 1,5 bilhão de dólares e tiveram impacto direto na economia nacional. Seu trabalho com fixação biológica do nitrogênio permitiu que milhares de pessoas consumissem alimentos mais baratos e saudáveis, o que lhe valeu a indicação ao Prêmio Nobel em 1997. No entanto, a cientista é pouco conhecida no Brasil.

## Vida pessoal e formação
Johanna nasceu em Aussig, na República Checa, região de influência alemã. Seu pai, Paul Kubelka, era um químico que seria preso por ajudar judeus a fugirem da perseguição nazista e levou a família para Praga quando Johanna era ainda criança, para assumir um cargo de professor de Química na Universidade de Praga. Além de docente, ele também tinha uma pequena fábrica de produtos químicos de uso na agricultura.
Com o fim da Segunda Guerra Mundial, a população de língua alemã foi intensamente perseguida na República Checa e aqueles que sobreviveram acabaram expulsos do país. Desta forma, os avós de Johanna seguiram para a Alemanha Oriental. Lá ela trabalhou em uma fazenda, ordenhando vacas e espalhando esterco para adubar o solo. Com a morte dos avós, ela encontrou pai, irmão, tia e primas na Baviera, mas sua mãe, Margarete Kubelka, morreu em um campo de concentração instalado depois da guerra.
Johanna mudou-se para a região de Munique, trabalhando em uma propriedade rural e em seguida em uma grande fazenda, que produzia variedades artificialmente melhoradas de trigo. Na Universidade de Munique, ingressou em 1947 no curso de agronomia, onde conheceu o  estudante de Medicina Veterinária, Jürgen Döbereiner, com quem se casou em 1950. Seguindo os passos do pai, Johanna e o marido emigraram para o Brasil em 1948, onde ela foi contratada pelo Instituto de Ecologia e Experimentação Agrícola pelo Diretor do Instituto, Dr. Álvaro Barcellos Fagundes, atual Centro Nacional de Pesquisa em Agrobiologia da Embrapa, localizado no município Itaguaí, atual Seropédica, estado do Rio de Janeiro.
Recém-formada e sem conhecer nada da rotina de laboratório, Johanna se propôs a trabalhar de graça com Álvaro, que praticamente lhe ensinou o trabalho e a iniciou na pesquisa. Levou um ano para Johanna aprender sobre microbiologia, área que Álvaro queria trazer para o Brasil. Sua primeira publicação causou polêmica entre os colegas, porque não existia na literatura qualquer descrição da associação entre bactérias fixadoras do nitrogênio e plantas superiores e seu trabalho encontrara evidências desta associação.
Naturalizada brasileira em 1956, obteve grau de mestre pela Universidade de Wisconsin-Madison, nos Estados Unidos, onde morou entre 1961 e 1963. Segundo Johanna, sua orientadora quase não a ajudou, nem esteve presente na composição da dissertação. Posteriormente fez um curso de bacteriologia no Instituto Pasteur de Paris.

## Trajetória científica e contribuições para a ciência
Por ocasião da introdução da soja no Brasil na década de 60, Johanna tomou partido em favor do aproveitamento das associações entre plantas e bactérias fixadoras de nitrogênio, opondo-se a utilização de adubação nitrogenada obrigatória, desenvolvendo uma tecnologia capaz de diminuir ou até mesmo eliminar nossa dependência dela, poupando atualmente entre um e dois bilhões de dólares por ano. Tal tecnologia faz com que o Brasil tenha o menor custo de produção de soja do mundo, se estabelecendo como um dos maiores produtores. Johanna também é conhecida por primeiro descrever em 1974 a ocorrência de uma associação entre bactérias fixadoras de nitrogênio do gênero Azospirillum e a gramínea Paspalum notatum. Posteriormente bactérias do mesmo gênero foram descritas para milho e forrageiras.
Em 1988 escreveu sobre a associação entre a bactéria endofítica fixadora de nitrogênio Gluconacetobacter diazotrophicus e cana de açúcar. Os resultados mais espetaculares dos seus estudos com esta associação foram observados com algumas variedades de cana de açúcar, capazes de apresentar altas produções, acima de 160 t/ha, com até 200 kg de nitrogênio derivados de sua associação simbiótica com esta bactéria. Johanna com seus estudos levaram à descoberta de 9 espécies de bactérias fixadoras de nitrogênio associadas a gramíneas, cereais e tuberosas.

## Morte
Johanna morreu aos 75 anos, no dia 5 de outubro de 2000, ainda na ativa, por causas respiratórias e na sua casa em Seropédica, na Região Metropolitana do Rio de Janeiro.

## Títulos e homenagens
Johanna foi membro de três Academias de Ciências - da Brasileira, do Vaticano e do Terceiro Mundo.
- Ocupou a vice-presidência da Academia Brasileira de Ciências
- Foi membro da Academia Pontifícia de Ciências
- Em 1979 ganhou o prêmio Bernardo Houssay da Organização dos Estados Americanos
- Em 1989 foi a ganhadora do Prêmio de Ciências da UNESCO
- Em 1990 recebeu a Ordem de Mérito de Primeira Classe da República Federal da Alemanha
- Em 1992 recebeu o Prêmio México de Ciência e Tecnologia, Ministério de Ciência e Tecnologia, Governo Federal do México
- Em 1994, Grã-Cruz da Ordem Nacional do Mérito
- Em 1997, Johanna Döbereiner foi indicada para o Prêmio Nobel[7][8]
- É doutora honoris causa da Universidade da Flórida[9] e da Universidade Federal Rural do Rio de Janeiro